# Dimocarpus longan
Il longan (Dimocarpus longan Lour.) è un albero fruttifero tropicale appartenente alla famiglia Sapindaceae, originario della Cina meridionale (龍眼T, 龙眼S, lóngyǎnP, cantonese: long-ngan; letteralmente "occhio di drago"; thailandese: ลำไย). Si trova anche in Indonesia e nel Sud-est asiatico. È chiamato anche guìyuán (桂圓T, 桂圆S) in cinese, lengkeng in Indonesia, mata kucing (letteralmente "occhio di gatto") in Malesia, quả nhãn in vietnamita, mora in cingalese (Sri Lanka) e ugualmente longan in tagalog.

## Descrizione
L'albero può crescere fino a 12 metri di altezza, e la pianta è molto sensibile al gelo. Gli alberi di longan richiedono suolo sabbioso e temperature che tipicamente non vanno al di sotto dei 0 gradi Celsius. I frutti maturano nel mese di ottobre.
Il longan ("occhio di drago") è così chiamato a causa della somiglianza del frutto ad un bulbo oculare quando viene sgusciato (il seme nero traspare attraverso la polpa traslucida come una pupilla/iride). Il seme è rotondo e duro.

## Coltivazione
La pianta è ampiamente coltivata nel sudest asiatico.
In Vietnam, le cultivar più diffuse sono Tieuhue e Xuongcomvang. In Australia si coltivano principalmente Kohala, Chompoo, Haew, e Biew Kiew.

## Usi
Il frutto è commestibile, e nel Sud-est asiatico, dove è molto apprezzato, è spesso usato per zuppe, snack, dessert e cibi a base di salse agrodolci, o freschi o essiccati, a volte conservati in scatola con sciroppo nei supermercati. I semi del longan fresco possono essere bolliti e mangiati, con un caratteristico sapore di noce.
I longan essiccati (cinese: 圓肉; pinyin: yuánròu; letteralmente "carne rotonda") sono spesso usati nella cucina cinese e nelle zuppe dolci cinesi da dessert. Nella dietetica e nella medicina erboistica cinesi, si crede che la pianta abbia un effetto sul rilassamento. In contrasto con il frutto fresco, che è bianco e succoso, la polpa dei longan essiccati è marrone scura, tendente quasi al nero. Nella medicina cinese il longan, in gran parte come il litchi, è considerato un frutto "caldo".